# كراتوس إكس كيو-58 فالكري
كراتوس إكس كيو-58 فالكري هي مركبة قتال جوي دون طيار تجريبية تم تصميمها وبنائها من قبل شركة كراتوس لصالح القوات الجوية الأمريكية، قامت الطائرات بدون طيار برحلتها الأولى في 5 مارس 2019.